# Hanshi
Hanshi  es un maestro en el sistema de calificación japonés en artes tradicionales (go, shakuhachi, etc.) y artes marciales. En karate, el título de hanshi solo se obtiene, en principio, más de 15 años después del de kyoshi y 55 años. El título de hanshi fue creado en la prestigiosa organización Dai Nippon Butokukai (Corporación General) que está bajo la égida de la familia imperial y el gobierno japonés.
Hanshi (範士): maestros internos y externos unificados, grados del 8 al 10 dan (edad mínima 60). 範士" en castellano se traduce como "Maestro" o "Instructor". Es el título más alto en las artes marciales. Los títulos inferiores son "教士" (Instructor) y "錬士" (Practicante Avanzado) La forma de escribirlo es colocar el nombre del arte marcial que se ha obtenido encima del título (por ejemplo, "Maestro de Kendo"). Si se desea indicar el título y el rango, se coloca el rango debajo del título (por ejemplo, "Maestro 8º Dan")

## Historia
Es un título establecido por la Dai-Nippon Butoku-kai en 1902 (año 35 de la era Meiji). La Dai Nippon Butokukai era la organización principal de las artes marciales y otorgaba el título de "Hanshi" a varios practicantes de diversas disciplinas marciales como Kendo, Kyudo, Judo, Iaido, Jojutsu, Naginatajutsu, Yarijutsu, Bayonetjutsu, entre otras.
En 1946 (año 21 de la era Showa), la Dai Nippon Butoku-kai fue disuelta por orden de la Comandancia Suprema de las Fuerzas Aliadas el puesto fue generalmente conocido como GHQ (Cuartel General de sus siglas en inglés). Sin embargo, organizaciones posteriores como la All Japan Kendo Federation y la All Japan Kyudo Federation heredaron las actividades de la Dai Nippon Butokukai y continúan otorgando el título.
Es importante destacar que los títulos en las artes marciales no tienen una base legal o regulación similar a los grados académicos. Son considerados más bien como certificaciones privadas. Además de las fundaciones que heredaron las actividades de la Dai-Nippon Butoku-kai, existen otras organizaciones voluntarias de menor escala que también otorgan el título, incluso llegando a casos donde se basa en la autodeclaración del individuo.
En 1895, se estableció la Dai-Nippon Butokukai con el Príncipe Heredero Komatsu Akihito como su presidente. Esta organización estableció el sistema de reconocimiento llamado "Seirenshō" y otorgó premios a destacados artistas marciales durante el Festival Anual de las Artes Marciales.
En 1902, la Dai-Nippon Butokukai promulgó las "Reglas para el Reconocimiento de los Artistas Marciales" y estableció dos títulos: "Han-shi" y "Kyō-shi". Con esto, el premio Seirenshō pasó a ser considerado de menor rango que el título de Kyō-shi. A los poseedores del título de Han-shi se les otorgaba una pensión vitalicia de hasta 25 yenes.
En 1918, las "Reglas para el Reconocimiento de los Artistas Marciales" fueron revisadas y reemplazadas por las "Reglas para la Condecoración de los Artistas Marciales".
En 1921, se modificó el sistema de pensiones, y se decidió no otorgar una pensión a aquellos a quienes se les otorgara el título de Han-shi.
En 1942), debido a la política nacional durante la Segunda Guerra Mundial, la Dai-Nippon Butokukai fue reorganizada como una organización gubernamental afiliada a los Ministerios de Bienestar, Educación, Ejército, Marina e Interior. Con esto, el título de Han-shi adquirió un significado como título de una organización gubernamental, en lugar de ser solo un título de una organización privada.
En 1945, tras la derrota de Japón, la Dai-Nippon Butokukai volvió a convertirse en una organización privada.
En 1946, la Dai-Nippon Butokukai se disolvió debido a la prohibición de las artes marciales por parte de la Autoridad Suprema de las Fuerzas Aliadas.

## Reglas para el reconocimiento de los artistas marciales
El 7 de mayo de 1902 se establecieron las siguientes reglas para el reconocimiento para Hanshi
Artículo 1: El propósito de esta organización es otorgar reconocimiento a los artistas marciales, y se concederán los títulos de "Han-shi" y "Kyō-shi" a aquellos que cumplan los requisitos estipulados en los siguientes apartados, previa aprobación del Comité de Evaluación y bajo la autorización del Príncipe Heredero como presidente.
Cualificaciones para recibir el título de Han-shi:
1. Aquellos que sean ejemplos destacados en este camino y hayan realizado contribuciones significativas a nuestra organización.
2. Aquellos que hayan practicado artes marciales durante al menos cuarenta años después de cumplir veinte años de edad.
3. Aquellos que ya posean el título de Kyō-shi.

Cualificaciones para recibir el título de Kyō-shi:
1. Aquellos que hayan recibido el certificado de refinamiento de nuestra organización y mantengan una conducta ejemplar.
2. Aquellos que hayan demostrado habilidades marciales en el Festival Anual de las Artes Marciales.

Artículo 2: El Comité de Evaluación será responsable de las recomendaciones, y el presidente será quien realice las designaciones.
Artículo 3: El número de Han-shi no deberá exceder los treinta por cada arte marcial.
Artículo 4: Los títulos de Han-shi y Kyō-shi deberán ir acompañados del nombre de la respectiva disciplina marcial.
Artículo 5: A los poseedores del título de Han-shi se les otorgará una pensión vitalicia de hasta veinticinco yenes.
Artículo 6: Nuestros instructores serán seleccionados de entre aquellos que posean los títulos de Han-shi y Kyō-shi.
Artículo 7: En caso de que los poseedores de los títulos de Han-shi y Kyō-shi realicen acciones que manchen su honor, el Comité de Evaluación tiene la autoridad para revocarles sus respectivos títulos.

## Primeros Hanshi
El 8 de mayo de 1903, se otorgaron simultáneamente los títulos de "Kyoshi" (教士) y "Hanshi" (範士) a siete practicantes de kenjutsu, dos de Jiu-jitsu, uno de Sōjutsu  y uno de Kyūdō, convirtiéndose así en "Kyoshi Hanshi" (教士即日範士) el mismo día.

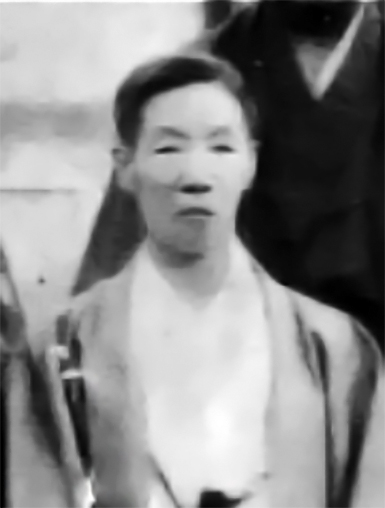
Sekishiro Tokuno
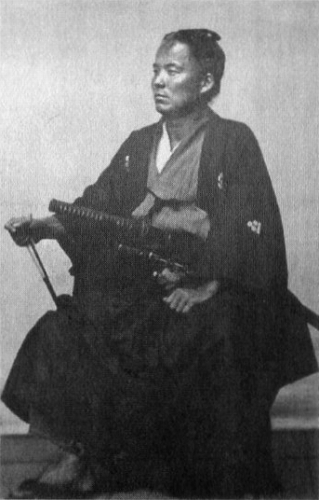
Noboru Watanabe
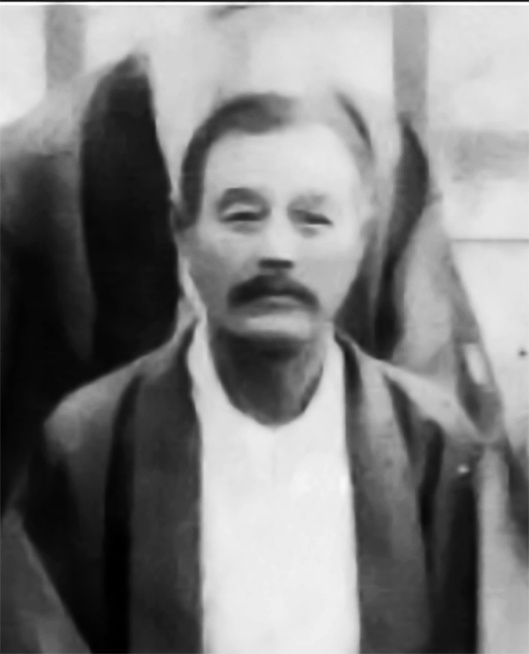
Mitsuhashi Kanichiro

### Kenjutsu (剣術)
| Instructor           | Escuela                                  | Prefectura             | edad |
| -------------------- | ---------------------------------------- | ---------------------- | ---- |
| Noboru Watanabe      | Escuela Shindō Munen-ryū                 | Prefectura de Tokio    | 66   |
| Mitsuhashi Kanichiro | Escuela de Musashi                       | Kioto                  | 62   |
| Shibae Unhachiro     | Escuela Shindō Munen-ryū                 | Prefectura de Nagasaki | 68   |
| Magoroku Ishiyama    | Escuela Ittō-ryū                         | Prefectura de Kochi    | 74   |
| Sekishiro Tokuno     | Escuela Kashima Shinden Jikishinkage-ryū | Prefectura de Tokio    | 61   |
| Daisaku sakabe       | Escuela de Kyo Shin Myo Chi              | Prefectura de Aichi    | 66   |
| Tesso Takao          | Escuela de Tetsuchu-ryu                  | Prefectura de Nagasaki | 73   |

### Jiu-jitsu (柔術)
| Instructor     | Escuela                        | Prefectura             | edad |
| -------------- | ------------------------------ | ---------------------- | ---- |
| Hidemi Totsuka | Escuela Tozuka-ha Aiki Shin Ry | Prefectura de Chiba    |      |
| Hoshino Kyumon | Escuela Shiten Ryu             | Prefectura de Kumamoto |      |

### Sōjutsu (日本槍術)
| Instructor   | Escuela            | Prefectura             | edad |
| ------------ | ------------------ | ---------------------- | ---- |
| Sakai et al. | Escuela Hōzōin-ryū | Prefectura de Kumamoto |      |

### Kyūdō (弓術)
| apellido       | escuela                                | Prefectura          | edad |
| -------------- | -------------------------------------- | ------------------- | ---- |
| Kansui Okumura | Escuela Heki-ryu Sekka / Escuela Inzai | Prefectura de Aichi | 85   |

## Hanshi de All Japan Kendo Federation (AJKF)
También consulta el "Sistema de Clasificación de Grados de Kendo".
La All Japan Kendo Federation, una organización sin fines de lucro, otorga el título de "Hanshi" a aquellos que cumplen con los siguientes requisitos después de una evaluación en Kendo, Iaido y Jodo:
Hanshi es aquel que posee un profundo conocimiento de los principios de la espada, es maduro, tiene una visión excepcional y una conducta moral y ética elevada. Personas que poseen el grado de Kyoshi (8º Dan) y han pasado al menos 8 años después de obtener el 8º Dan, y han sido recomendadas por el presidente de una organización afiliada después de un proceso de selección de la organización afiliada, así como aquellos reconocidos como elegibles por el presidente de la AJKF. Además de lo anteriormente mencionado, se lleva a cabo una investigación preliminar sobre los siguientes aspectos:
- Logros prácticos en Kendo.
- Logros como instructor.
- Logros académicos como artículos, presentaciones, etc.
- Evaluación de personalidad, conocimientos y principios de la espada.
- Cuestiones relacionadas con el estudio general de Kendo y otras artes marciales. Los resultados de la evaluación se basan en el acuerdo de al menos 8 de los 10 miembros del comité de evaluación. Los nombres de los aprobados se anuncian en la revista mensual de la AJKF, "Kendo Soho", y en revistas especializadas en Kendo como "Kendo Nihon" y "Kendo Jidai".

Sin embargo, cabe mencionar que antes de la revisión del sistema actual el 1 de abril de 2000 (año 12 de la era Heisei), existía la categoría de "Hanshi 7º Dan". Sin embargo, bajo el sistema actual, ya no se otorga el título de "Hanshi" a partir del 7º Dan.

## Hanshi de All Japan Kyudo Federation (AJKF)
La All Japan Kyudo Federation, una organización de utilidad pública, otorga el título de "Hanshi" a aquellos que cumplen con los siguientes requisitos después de una evaluación en Kyudo:
- Poseer integridad moral, habilidad técnica avanzada y una visión elevada, especialmente en el ámbito de Kyudo.
- Haber obtenido el título de "Kyoshi".
- Otros requisitos que pueden variar según las regulaciones de la AJKF.

## Hanshi de All Japan Karate Federation (AJKF)
La All Japan Karate Federation, una organización de utilidad pública, otorga el título de "Hanshi" a aquellos que cumplen con los siguientes requisitos después de una evaluación en Karate:
- Haber obtenido el rango de 8º Dan o superior durante al menos 2 años.
- Haber obtenido el título de "Kyoshi" durante al menos 1 año.
- Ser un árbitro nacional.
- Ser un entrenador superior certificado por la Asociación Deportiva de Japón en Karate.
- Tener 60 años o más.
- Ser un líder ejemplar en términos de integridad moral y conocimiento elevado en el ámbito del Karate.

## Hanshi All Japan Naginata Federation (AJNF)
La All Japan Naginata Federation, una organización de utilidad pública, otorga el título de "Hanshi" a aquellos que cumplen con los requisitos establecidos para ello. Sin embargo, se requiere información adicional para proporcionar detalles precisos sobre los requisitos específicos.

## Hanshi de All Japan Jukendo Federation (AJJF)
La All Japan Jukendo Federation, una organización de utilidad pública, otorga el título de "Hanshi" en Jukendo y Tantojutsu.

## Hanshi de All Japan Sojutsu Federation (AJSF)
La All Japan Sojutsu Federation, una organización de sociedad civil, otorga el título de "Hanshi" en Sojutsu y Hojutsu (arte de la lanza y el hacha).

## Hanshi de la Federación Japonesa de Natación
La Federación de Natación de Japón ha otorgado hanshi como calificación para el estilo de natación japonés a "una persona que tiene la calificación de un maestro , tiene carácter, habilidad y perspicacia, y contribuye a la difusión y desarrollo del estilo de natación japonés". hay Los solicitantes elegibles deben tener 45 años de edad o más y haber recibido Kyoshi durante 10 años o más.